# Parapercis tetracantha
Parapercis tetracantha är en fiskart som först beskrevs av Lacepède, 1801.  Parapercis tetracantha ingår i släktet Parapercis och familjen Pinguipedidae. Inga underarter finns listade i Catalogue of Life.